# Doryphoribius polynettae
Doryphoribius polynettae är en djurart som tillhör fylumet trögkrypare, och som beskrevs av Vladimir I. Biserov 1988. Doryphoribius polynettae ingår i släktet Doryphoribius och familjen Hypsibiidae. Inga underarter finns listade i Catalogue of Life.